# El Libredón
El Libredón fue un diario gallego de carácter católico-tradicionalista que se fundó en 1881 en Santiago de Compostela. Sus fundadores fueron Antonio Toledo Quintela y Alfredo Brañas.
Lo dirigió primero Antonio Quintela hasta su muerte en abril de 1885 y luego Alfredo Brañas hasta el 1 de enero de 1887. Durante el tiempo en el que Brañas fue director, el periódico se suma a posiciones claramente regionalistas. El último director fue Hermenegildo Calvelo hasta que se transformó en El Pensamiento Gallego, ya de carácter claramente carlista.
Entre sus colaboradores estuvieron Juan Barcia Caballero, Salvador Cabeza de León y Antonio López Ferreiro.
- Datos: Q8773123